# 马钱德号护航驱逐舰
马钱德号护航驱逐舰（英語：USS Marchand，舷号：DE-249），是美国海军于第二次世界大战期间建造的一艘埃德索尔级护航驱逐舰，其舰名取自在荷属东印度群岛战役中阵亡的银星勋章获得者罗伊·约瑟夫·马钱德（Roy Joseph Marchand）。
该舰由马钱德的母亲查尔斯·D·马钱德（Charles D. Marchand）夫人冠名，于1942年12月30日在德克萨斯州休斯敦布朗造船公司铺设龙骨，随后于1943年3月30日下水。1943年9月8日，马钱德号正式服役，交由吉尔伯特·欧文·林奇（Gilbert Irving Lynch）少校指挥。

## 设计与装备
埃德索尔级护航驱逐舰的设计与巴克利级护航驱逐舰类似，均采用长船体并建有较高的舰桥。该级护航驱逐舰配备3英寸（76毫米）50倍径单装主炮，后续曾计划更换为5英寸（127毫米）38倍径主炮，但最终没有实际执行。该级护航驱逐舰由4台费尔班克斯-莫尔斯38D8-1/8-10内燃机提供动力，总功率最高可达6000匹马力，最高航速21节。其燃料舱可携带312吨重油，在12节航速下航程可达11000海里。此外，该级舰船还配备有较完善的侦查搜索系统，包括SL或SU水面雷达、SA对空雷达、QC声呐系统以及用于监听潜艇无线电的HF/DF天线。

## 服役历史
1943年9月14日，马钱德号离开船厂前往百慕大进行试航调整，10月31日，她返回查尔斯顿海军造船厂检修，随后前往罗德岛州昆赛特角参加反潜训练，11月20日，她抵达马萨诸塞州普罗温斯敦继续训练。12月12日，马钱德号驶抵弗吉尼亚州诺福克，2天后，她带领第20护航中队护送船团前往欧洲，1944年1月2日，舰队顺利抵达直布罗陀，英国皇家海军由此接管船团的护航工作。马钱德号随后启程前往法属摩洛哥，1月8日，她护送另一批船团由卡萨布兰卡出发返回美国，24日，舰队顺利抵达纽约。
马钱德号随后前往缅因州参加演习，2月22日，她在纽约加入CU-15船团，护送其跨越北大西洋前往冰岛。2月25日22时，船团内的2艘商船因大风相撞，引发大火并造成严重船体损伤。马钱德号迅速赶往救援，但被其中一艘商船的船头撞击到舯部，造成轻微损伤。随后，马钱德号救起了28名幸存者，姊妹舰里克茨号救起了另外33人。次日，马钱德号护送其中一艘商船前往百慕大，27日午夜前后，商船上的56名船员决定弃船，1时42分，该船沉没。马钱德号随后返航纽约并于3月1日将幸存船员转移上岸。
4月6日，马钱德号护送船团由纽约前往北爱尔兰，4月17日，舰队抵达福伊尔潟湖，5月3日，马钱德号回到纽约。此后直至1945年6月11日，马钱德号共护送9批船团前往英国港口。6月19日，马钱德号离开纽约前往切萨皮克湾训练，随后继续南下前往关塔那摩湾，之后她被调至太平洋战区并于7月26日驶抵珍珠港。日本投降后，马钱德号被派往西太平洋处置战后事宜。9月3日至10月15日，她先后到访埃内韦塔克环礁、夸贾林环礁、马绍尔群岛等地，18日，她又进驻瓜达尔卡纳尔岛海域执行任务。11月10日，马钱德号经坎顿岛返航珍珠港，17日，她正式踏上东归旅途，经圣迭戈、巴拿马运河，最终于12月11日抵达纽约。
1946年1月23日，马钱德号驶抵格林科夫斯普林斯封存，1947年4月25日，她正式退役并加入美国海军预备舰队。1971年1月2日，马钱德号自美国海军除籍，随后于1974年1月30日被出售拆解。

## 荣誉
马钱德号服役期间所获荣誉如下：
|  |  |  |
|  |  |  |

| 美国战役奖章 |                        |                        |
| 亚太战役奖章 | 欧洲-非洲-中东战役奖章 | 第二次世界大战胜利奖章 |

## 历任舰长
| 姓名       | 译名               | 军衔             | 所属军种             | 任职时间                    |
| ---------- | ------------------ | ---------------- | -------------------- | --------------------------- |
|            | 吉尔伯特·欧文·林奇 | 少校（升任中校） | 美国海岸警卫队       | 1943年9月8日                |
|            | 梅纳德·F·扬        | 少校             | 美国海岸警卫队       | 1944年9月18日               |
|            | 弗雷德里克·T·卡内  | 上尉             | 美国海岸警卫队预备役 | 1945年9月18日               |
|            | 休·费雷尔·勒斯克   | 上尉             | 美国海岸警卫队       | 1945年9月29日               |
|            | 威廉·李·沃恩       | 少校             | 美国海军             | 1945年9月25日-1947年4月15日 |
| 参考文献： |                    |                  |                      |                             |